# Atlas de nubes

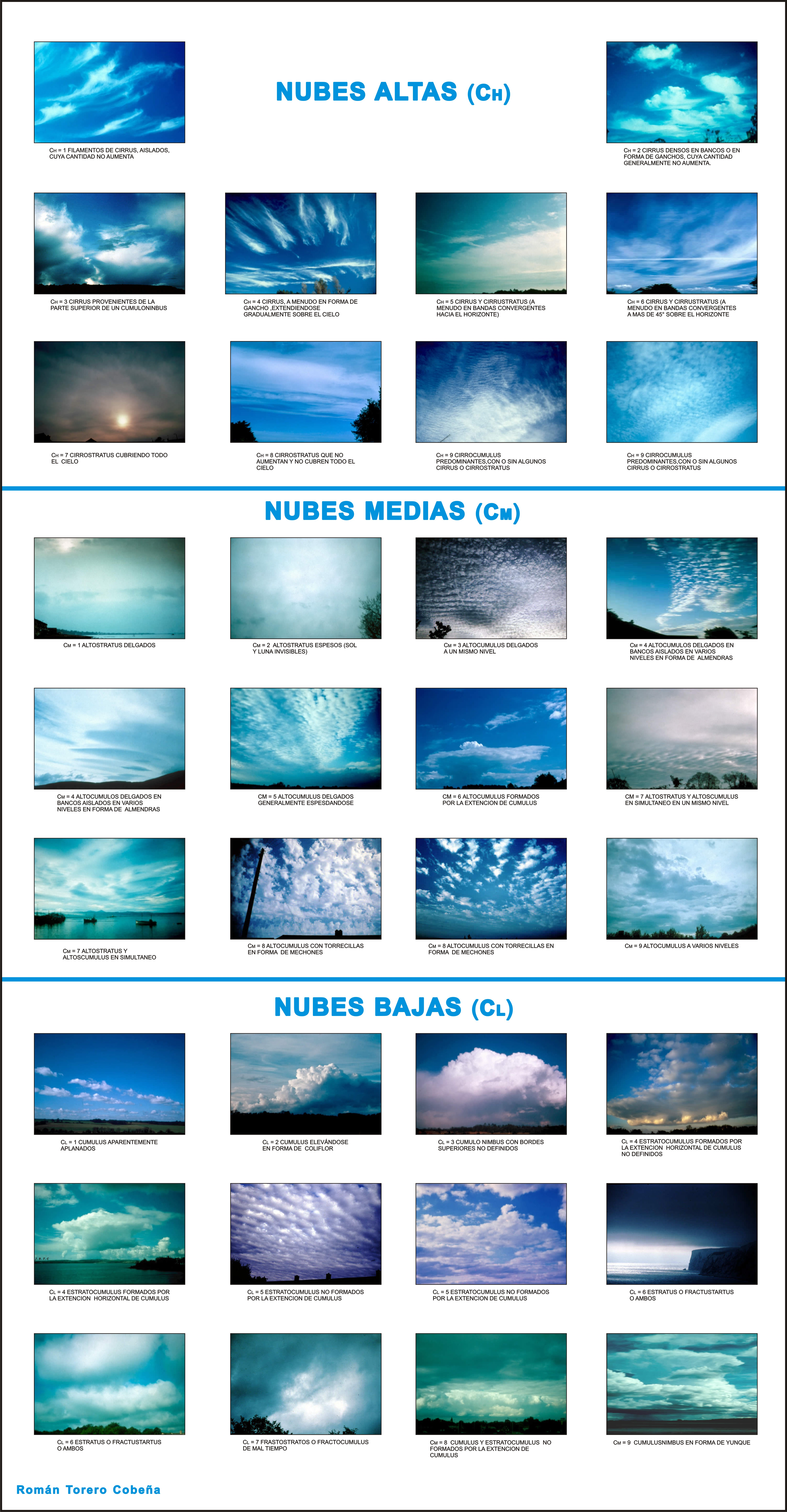
Distintos tipos de nubes

Un atlas de nubes es una guía ilustrada  (o un "atlas") donde se describe de forma sistematizada la nomenclatura de los distintos tipos de nubes.
Los primeros atlas de nubes fueron una útil herramienta en la formación de los meteorólogos y en el pronóstico del tiempo. Así mismo, desde los años 1920 también se vislumbró su importancia en el entonces nuevo campo de la navegación aérea.

## Historia
Fue durante el siglo XIX cuando se desarrollaron la nomenclatura y la clasificaciones de los tipos de nubes, datándose la aparición de los atlas de nubes en la parte final del siglo. La primera nomenclatura ("denominación" o "enumeración") de nubes en inglés, fue publicada en 1802 por Luke Howard, siguiendo el ejemplo del atlas publicado en francés en 1801 por Jean-Baptiste Lamarck. La nomenclatura de Howard definió cuatro tipos fundamentales de nubes: cirros o nubes en forma de hilo, cúmulos o nubes masivas, estratos o nubes en capas horizontales, y nimbos o nubes de lluvia (véase Clasificación de nubes). 
A continuación vino un largo período de desarrollo en el campo de la meteorología y de la clasificación de nubes, celebrándose en 1896 el Año Internacional de las Nubes. La historia de este periodo es el tema de un libro popular sobre el tema, titulado "The Invention of Clouds" (La Invención de Nubes).
Durante aquella épcoca, los británicos Clement Ley y Ralph Abercromby fueron muy influyentes, aunque ambos murieron antes del establecimiento de una clasificación oficial de las nubes. Ley escribió un libro titulado Cloudland, muy conocido entre los meteorólogos. Por su parte, Abercromby contribuyó con numerosos artículos sobre el tema, remarcando el hecho importante (y por entonces novedoso) de que los tipos de nubes son los mismos en todas partes del mundo. También escribió en colaboración con Hugo Hildebrand Hildebrandsson una clasificación detallada de nubes, adoptada por el propio Hildebrandsson en su "Cloud Atlas" (Atlas de Nubes) de 1890.
En 1891, la Conferencia Meteorológica Internacional celebrada en Múnich, recomendó el uso de la clasificación ideada por Abercromby y Hildebrandsson.
En 1896 se celebró una nueva Conferencia Meteorológica Internacional, que incluyó la publicación del primer Atlas Internacional de Nubes. Fue un triunfo político y técnico, y de inmediato se convirtió en un estándar de facto.  La fotografía científica de nubes requirió de la aparición de varios avances técnicos, incluyendo películas más sensibles al color y al contraste entre las nubes y el cielo, con exposiciones más cortas. Albert Riggenbach tuvo la idea de aumentar el contraste utilizando un prisma de Nicol para filtrar la luz polarizada. Otros fotógrafos descubrieron que se podían conseguir resultados similares utilizando espejos o superficies de lagos, o fotografiando selectivamente ciertas partes del cielo.
Se lanzaron varias ediciones posteriores del Atlas de Nubes Internacional, incluyendo las publicadas en 1906 y 1911. En este intervalo aparecieron muchos otros atlas de nubes, incluyendo el "Atlas des Nuages" de M. J. Vincent en 1908 (Annales del Observatorio Real, Bruselas, Volumen 20), basado en el Atlas de Nubes Internacional de 1906, pero con adiciones y clasificando las nubes en tres grupos por la altura de la base respecto al suelo: bajas, medias y altas.

## Atlas de nubes notables

### Atlas impresos
El "Cloud Atlas" (Atlas de Nubes) de 1890 es el primer libro conocido con este título concreto, y fue escrito por Hildebrandsson, Wladimir Köppen, y Georg von Neumayer. Se trataba de un caro libro editado en formato de quarto, incluyendo una serie de cromolitografías reproduciendo 10 pinturas al óleo en color y 12 fotografías para ser comparadas; diseñado para analizar las ventajas y las desventajas de la fotografía para la ilustración científica de formas de nubes. Su difusión fue bastante limitada, pero como modelo de un concepto fue un gran éxito, sirviendo de referencia inmediata del Atlas Internacional de las Nubes.
El primer Atlas Internacional de las Nubes se publicó en 1896. Fue preparado por Hildebrandsson, Riggenbach, y Leon Teisserenc de Bort, miembros de la Comisión de Nubes del Comité Meteorológico Internacional. Consta de fotocromos de nubes, (mayoritariamente a partir de fotografías, pero también de algunas pinturas), con texto en francés, inglés, y alemán. Las imágenes se seleccionaron entre las 300 mejores fotografías en color de las nubes proporcionadas por miembros de la comisión. Desde entonces, el Atlas se ha reimpreso periódicamente en sucesivas ediciones.

### Atlas digitales
El desarrollo de internet ha posibilitado la creación de atlas de nubes digitales, mantenidos tanto por organismos oficiales como por asociaciones de aficionados a la meteorología.
Como ejemplos de una completa información gráfica sobre tipos de nubes, se pueden citar las siguientes páginas de internet:
- Asociación Meteorológica Española. «Atlas Internacional de Nubes, OMM».
- Instituto Meteorológico Nacional de Costa Rica, Luis F. Alvarado y Bernardo Zúñiga. «Atlas de nubes».
- Universidad de California. «Weathering the Weather: The Origin of Atmospheric Science». Atlas international des nuages = International cloud-atlas = Internationaler wolken-atlas (Hugo Hildebrand Hildebrandsson) (en inglés).